# 上原優実
上原 優実（うえはら ゆうみ、1986年12月8日 - ）は、日本の元AV女優。
身長:161cm。スリーサイズ:B86・W58・H84。
プロフィールがビデオメーカーにより若干異なり、記載プロフィールはh.m.p公式ページのもの。
趣味は音楽観賞。特技はバレーボール。

## 経歴
2005年10月に『ムラムラ おねだりSEX』（h.m.p）でデビュー。
2006年4月にはアイデアポケットよりセルデビューし、同年9月にはGLAY'zの専属モデル（女優）となる。
2007年5月より専属を離れ、他メーカーの作品にも出演するも同年内で引退。
2013年から映像コンテンツ権利処理機構に連絡のとれない権利者として掲載されている。

## 出演作品

### アダルトビデオ
2005年
- ムラムラ おねだりSEX（10月21日、h.m.p）
- 純愛パイ♥ ヒロインのアソコを射止めて!（11月21日、h.m.p）
- 天使の快感ミルク（12月21日、h.m.p）

2006年
- GO!GO! ユーミン専門FUCKチャンネル（1月21日、h.m.p）
- 「だって、甘えたいんだもん」（2月21日、h.m.p）
- 人気アイドルとイチャイチャハメたい ★全編ヴァーチャルFUCK4時間★（3月21日、ビデオバンク）
- First Contact（4月1日、アイデアポケット）
- Candy [strawberry]（4月10日、h.m.p）※総集編
- VIRTUAL EX 危険な女子校生（5月1日、アイデアポケット）
- ANGEL HOSPITAL（6月1日、アイデアポケット）
- 精子遊び（7月1日、アイデアポケット）
- DIGITAL CHANNEL（8月1日、アイデアポケット）
- 極 本番（9月8日、GLAY'z）
- JK 女子校生（10月6日、GLAY'z）
- ゆうみの一泊二日ガチンコ二人っきりデート（11月2日、GLAY'z）
- 痴嬢王（12月8日、GLAY'z）

2007年
- SEX 全裸 Vacation（1月5日、GLAY'z）
- DOUBLE SESSION（3月1日、アイデアポケット）
- 究極隣点（5月16日、マキシング）
- OFF REC（6月16日、マキシング）
- ピンクダイアモンド（10月5日、GLAY'z）※総集編
- S級女優マン圧チェックSPECIAL（11月2日、GLAY'z）他多数出演

2008年
- F-Body 究極隣点スペシャル（3月16日、マキシング）

### オリジナルビデオ
2006年
- 若妻懺悔（秘）劇場 旦那だけじゃたりないの…（10月6日、竹書房）

### テレビドラマ
- 7人の女弁護士（2006年）